# Pilar Planas Martí
Pilar Planas Martí (Manresa, 1912 – Barcelona, 1967), o Pilar Planes, fue una pintora catalana. Ejerció como profesora de dibujo en el instituto de Manresa. Destacan les obras de paisajes, bodegones y retratos.
Nació en Manresa, en la calle del Canal, 26, a pesar de que su familia era originaria de Las Planes, de Sant Mateu de Bages. Hermana del reconocido escritor y periodista Josep Maria Planes, asesinado en Barcelona el 1936, fue la única chica de la familia Planas-Martí.
Se formó en el Círculo Artístico de Santo Rebrote de Barcelona, de la mano del pintor y crítico de arte Rafael Benet y de Olivé Busquets. Igualmente, estudió las pinturas del Museo de Prado, del Louvre y las obras del Renacimiento italiano en Florencia y Venecia.
La primera intervención en una exposición de la cual se  tiene noticia es en la edición de 1932 de la Exposició de Primavera que organizaba la Junta Municipal de Exposicions d'Art de Barcelona en el Palacu Nacional, donde presentó una obra titulada Pintura. Igualmente, participó en la edición de 1934 con la obra Sant Gervasi.
Expuso individualmente por primera vez en febrero y marzo del año 1934 en las Galeries Syra de Barcelona. Dos meses antes, había participado en la Exposició col·lectiva d'artistes manresans que se presentó en la Galeria d'Art Catalònia y en la II Exposició de 50 obres inèdites organizada en el Cercle Artístic de Sant Lluc. También expuso asiduamente, en galerías de arte Barcelonesas, como Sala Argos, Sala Rovira o la Sala de Arte Moderno, donde mostró retratos de Josep M. de Segarra, Gaziel, Rafael Benet, Àngel Marsà, Cesáreo Rodríguez-Aguilera, Dalí, Juan Cortés y Sempronio, entre otros, además de interiores con figuras y paisajes al pastel al estilo de Bonnard o Vuillard. Participó en diferentes exposiciones colectivas en Manresa y Barcelona, como los salones de octubre y de mayo, en el Cercle Maillol (del cual era miembro), en el Institut Francès y en la primera y tercera Bienal Hispano-americana. En la primera de ellas, que se celebró en Madrid entre octubre de 1951 y febrero de 1952, presentó dos obras: La terraza y Huerto. Una de sus obras fue escogida por un jurado de críticos de arte de Barcelona para la exposición de la Crítica de Madrid.
Fue profesora de dibujo en el Institut Lluís de Peguera el curso 1943-44 y del 1945 al 1949. También fue funcionaria de la Diputación de Barcelona, si bien su actividad más relevante fue la artística.
Pilar Planas fue una pintora moderna y avanzada, por esta razón de entrada no la comprendieron, sobre todo el público de Manresa, a pesar de que la respetaban. Su punto fuerte fue el color, por medio del cual se expresaba. De hecho, ella mismo dijo que el dibujo era para ella «una mera disciplina». Era una mujer tímida pero observadora, calidad que la llevó a trabajar el dibujo del natural, con modelo, y el retrato, en el cual obtuvo resultados excelentes.
Murió en Barcelona el 8 de mayo de 1967.